# Sęp kasztanowaty
Sęp kasztanowaty (Aegypius monachus) – gatunek dużego ptaka padlinożernego z rodziny jastrzębiowatych (Accipitridae).

## Systematyka
Sęp kasztanowaty jest jedynym żyjącym przedstawicielem rodzaju Aegypius. Jest to gatunek monotypowy. Proponowane podgatunki chincou (niekiedy zapisywany chinou) z Chin i danieli z Mongolii nie są obecnie uznawane.

## Morfologia

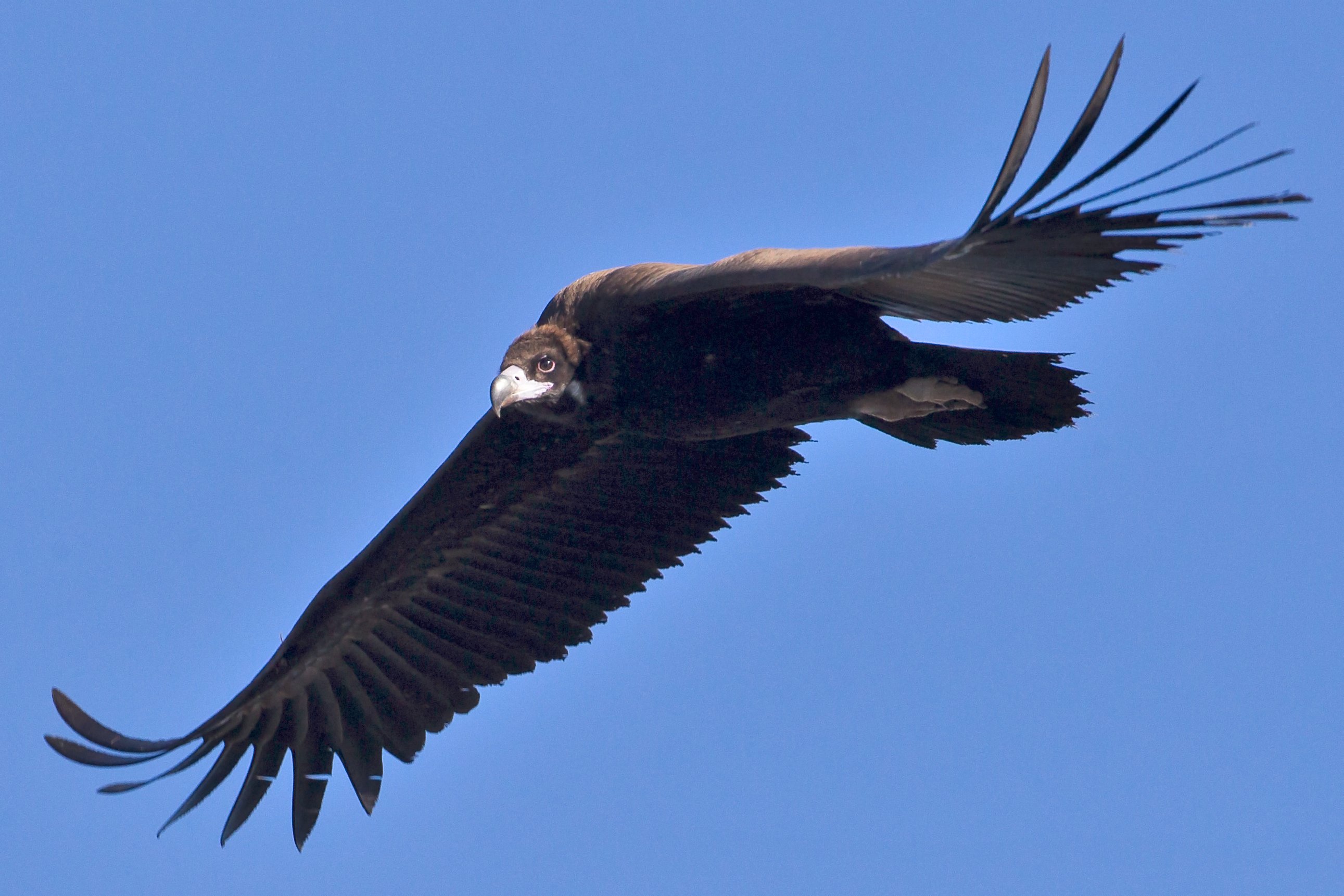
Sęp kasztanowaty w locie

WyglądBrak dymorfizmu płciowego – obie płci ubarwione jednakowo. Głowa i szyja pokryta rzadkim puchem, na szyi kryza z lancetokształtnych piór. Grzbiet, spód i skrzydła ciemnobrunatne, jedynie lotki czarne. Dziób ciemny, nogi szare. W locie widoczne bardzo długie i szerokie skrzydła, na końcach palczasto rozwidlone. Szybuje ze skrzydłami ustawionymi poziomo i ogonem lekko rozłożonym. Jedną z cech charakterystycznych gatunku jest posiadanie przez młode osobniki ciemniejszego, bardziej matowego upierzenia ciała niż osobniki dorosłe. Głowa młodych osobników pokryta jest czarnym upierzeniem.
Wymiary średnieDługość ciała: 100–120 cm
Rozpiętość skrzydeł: 250–295 cm
Masa ciała: samce 7–11,5 kg, samice 7,5–12,5 kg

## Zasięg występowania
Zamieszkuje Półwysep Iberyjski (dawniej również Apeniński), Baleary oraz Bałkany, a także pasma górskie Azji od Turcji i Kaukazu po Mongolię, północno-wschodnie Chiny i Pakistan. Skrajnie nielicznie gnieździ się na Krymie; niewielka reintrodukowana populacja na południu Francji. Część populacji jest osiadła, część nomadyczna, a część zimuje na południe od zasięgu letniego.
Jeszcze w XIX wieku mógł się gnieździć w Tatrach, być może również na terenie dzisiejszej Polski (nie są to jednak potwierdzone informacje, a tylko przypuszczenia). Obecnie sporadycznie zalatuje w południowe rejony kraju. W 2011 roku zaobserwowano jednego osobnika w powiecie nowosądeckim, było to pierwsze potwierdzone stwierdzenie na terenie Polski od 1982 roku. W 2021 roku pojawił się na Wyspach Świderskich pod Warszawą oraz w Nowym Lublińcu na pograniczu województw lubelskiego i podkarpackiego. Łącznie do końca 2021 roku odnotowano 25 potwierdzonych stwierdzeń, w trakcie których obserwowano 27 osobników.

## Ekologia i zachowanie

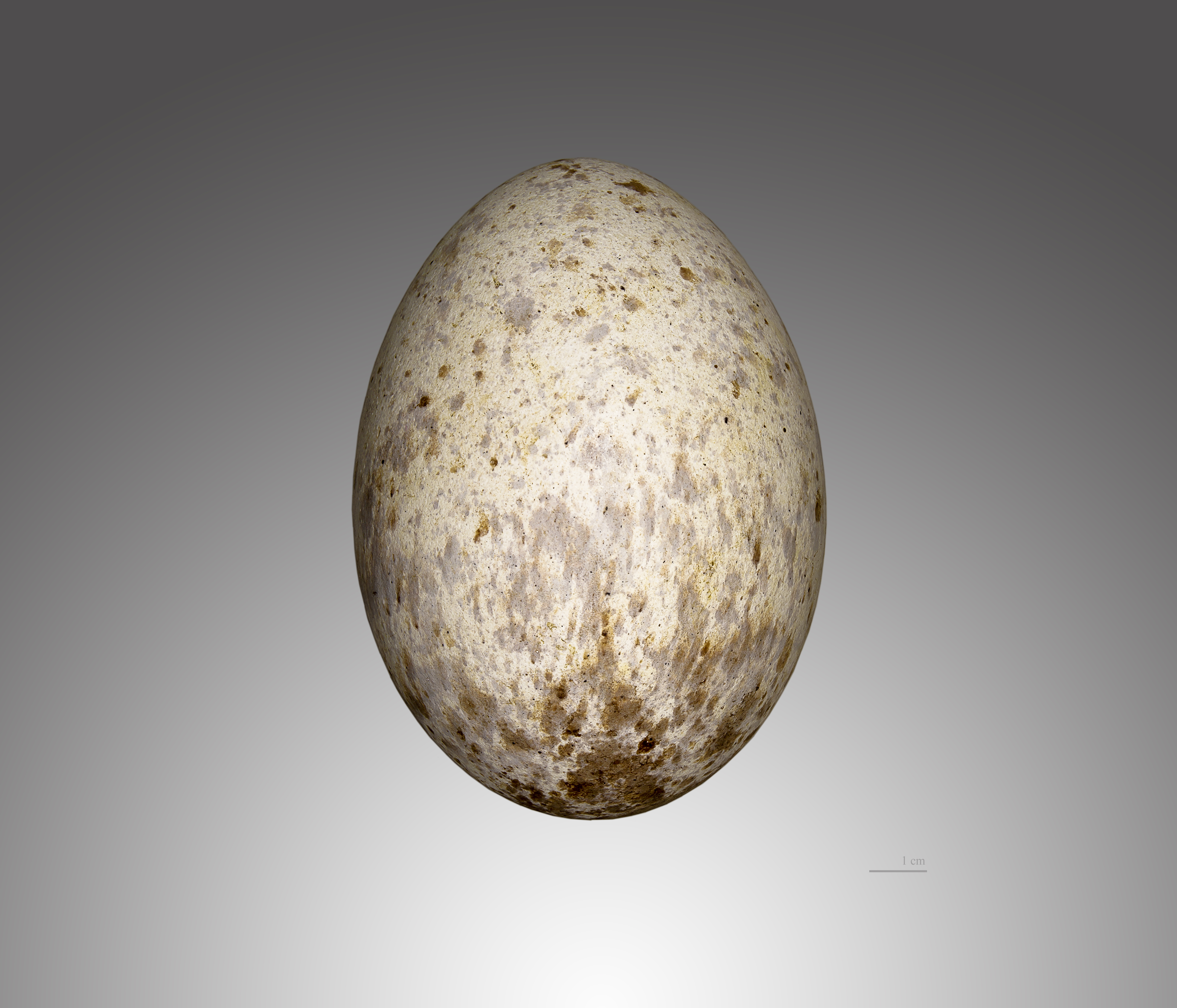
Jajo z kolekcji muzealnej

BiotopGóry i obszary pagórkowate, choć sporadycznie pojawia się w różnorodnych miejscach.
RozródWyprowadza jeden lęg w roku. Gniazduje zwykle w bardzo luźnych koloniach. Gniazdo jest umieszczone na drzewie lub na klifie. To wielka platforma z patyków, wyłożona korą, sierścią i kośćmi. Samica składa jedno jajo, zwykle w marcu. Wysiadywane jest ono przez okres 50–55 dni przez obydwoje rodziców. Pisklę opuszcza gniazdo po 3 do 3,5 miesiącach.
PożywieniePadlinożerny, trawi również kości dużych ssaków. Rzadko poluje, m.in. na jaszczurki, węże, żółwie, niektóre owady czy ptaki.

## Status i ochrona
Międzynarodowa Unia Ochrony Przyrody (IUCN) uznaje sępa kasztanowatego za gatunek bliski zagrożenia (NT – near threatened) nieprzerwanie od 1994 roku. Liczebność światowej populacji szacuje się na 16 800 – 22 800 dorosłych osobników; jej globalny trend uznaje się za spadkowy, choć liczebność populacji europejskiej rośnie. Główne zagrożenia dla gatunku to śmiertelność spowodowana przez ludzi (przypadkowo lub celowo – zatrucia, odstrzał, niszczenie gniazd czy chwytanie w pułapki) oraz zmniejszająca się dostępność pożywienia.
W Polsce objęty ochroną gatunkową ścisłą.